# Pristionchus pacificus
Pristionchus pacificus is een vrij levende rondworm behorend tot de familie Diplogastridae. De soort is een modelorganisme ter vergelijking met het modelorganisme Caenorhabditis elegans. Deze twee rondwormen hebben een gezamenlijke voorouder, die 200-300 miljoen jaar geleden leefde.
Het genoom is in 2005 en 2006 volledig gesequencet. Het genoom van Pristionchus pacificus is groter dan dat van Caenorhabditis elegans en bestaat uit meer dan 26.000 eiwitcoderende genen. In combinatie met andere onderzoeksmethoden gebruikt bij genetische analyses, is deze soort een geschikt laboratoriummodel, speciaal bij studies van de ontwikkelingsbiologie.
Pristionchus pacificus is een zelfbevruchtende hermafrodiet. Daarnaast komen  er enkele mannelijke rondwormen voor. De rondworm komt voor in bladsprietkevers waaronder de Japanse kever en Anomala orientalis. Als dauerlarve zit Pristionchus pacificus in de kever, doodt deze en pas na de dood van de kever ontwikkelt de dauerlarve zich verder tot volwassen rondworm, waarbij de bacteriën in de dode kever als voedsel dienen.. De dauerlarve beweegt op de punt van zijn staart heen en weer en als er een kever langs komt, kleeft hij zich vast aan de kever.
Als er weinig voedsel is kan de larve ook overgaan in een L3-dauerlarve.

## Monddimorfisme
Zoals andere Pristionchus-soorten, maar niet bij Caenorhabditis elegans en de meeste andere vrijlevende aaltjes, heeft Pristionchus pacificus een dimorfisme in zijn monddelen, waardoor de rondwormen zich op verschillende voedselbronnen kunnen specialiseren. De ontwikkeling van deze twee verschillende typen rondwormen is een reactie op veranderingen in het milieu en ontstaan door een hormonale en genetische aansturing tijdens de ontwikkeling van de larve. 
De vorm met een kleine mond (stenostomateus) is gespecialiseerd in het eten van bacteriën.
De vorm met een grote mond (eurystomateus) ontstaat bij gebrek aan bacterieel voedsel en bij verdringing door andere rondwormen. Deze vorm heeft twee grote tanden, waardoor het larven van andere rondwormen en schimmels kan predateren. Deze vorm is dus nematovoor en fungivoor. en heeft langzamere slikreflexen van de farynx dan die met de kleine mond.